# Madonna col Bambino, santi e donatori
Madonna col Bambino, santi e donatori è un dipinto di Francesco Bissolo. Eseguito probabilmente nei primi decenni del cinquecento, è conservato nella National Gallery di Londra.

## Descrizione
Come altri lavori del Bissolo, anche questo dipinto potrebbe essere basato su un disegno di Giovanni Bellini. Santa Veronica è identificata dal velo e san Michele dall'iscrizione sulla veste.